# Боевая бронированная машина

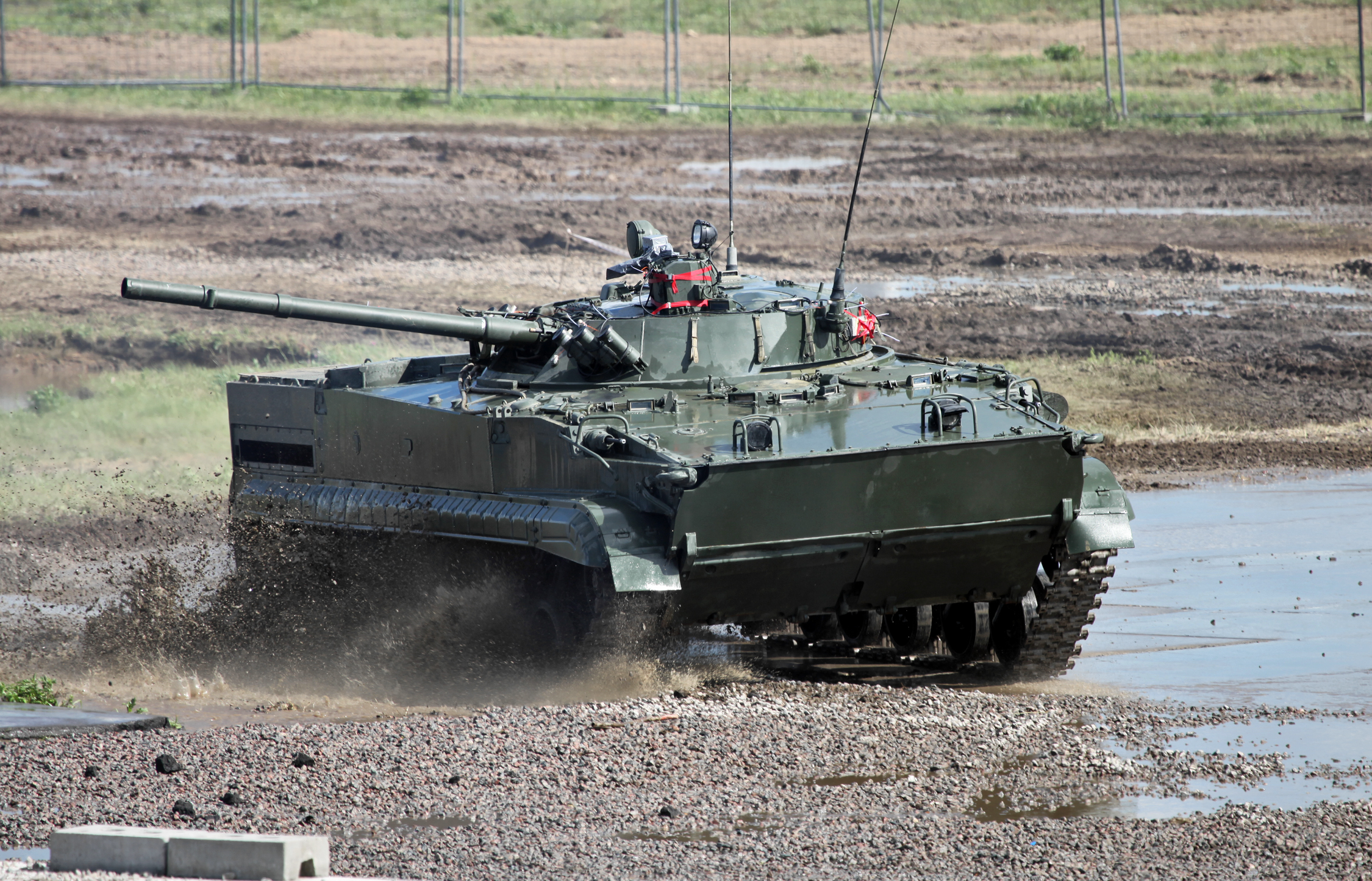
Российская БМП-3 — типичный пример боевой бронированной машины

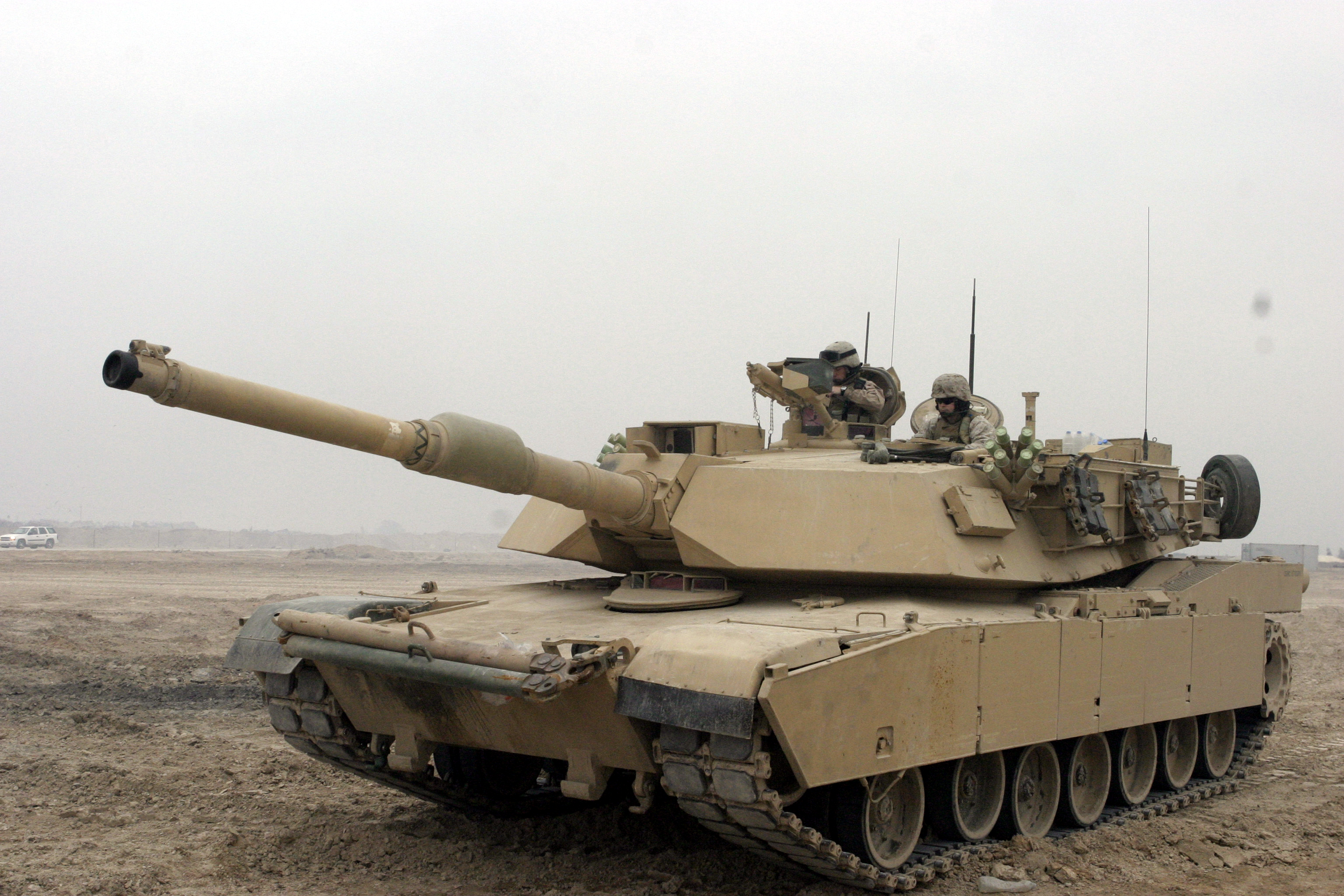
В зависимости от контекста и принятой классификации танки могут рассматриваться либо не рассматриваться в составе ББМ

Боевая бронированная машина (ББМ) — военная боевая сухопутная самоходная машина, обладающая бронезащитой и способностью передвигаться по пересечённой местности, предназначенная для ведения боевых действий.

## Классификация
В международном праве боевыми бронированными машинами считаются самоходные (колёсные или гусеничные, а в целях Регистра обычных вооружений ООН также полугусеничные):
- обладающие бронезащитой;
- обладающие проходимостью по пересечённой местности;
- либо сконструированные и оборудованные для перевозки пехотного отделения в составе не менее 4 чел.,
- либо вооружённые (встроенным или штатно устанавливаемым) оружием калибром не менее 20 мм (ДОВСЕ и регистр ООН первоначально) или 12,5 мм[4][1],
- либо вооружённые пусковой установкой ПТУР (ДОВСЕ и регистр ООН первоначально) или любых других ракет, кроме зенитных[4][1].

Как отмечала в 2004 году в своём докладе Группа правительственных экспертов по Регистру обычных вооружений ООН, некоторые лёгкие танки вписываются в эту категорию регистра.
Государственный военный стандарт России определяет боевые бронированные колёсные/гусеничные машины как бронированные военные колёсные/гусеничные машины, оснащённые вооружением и предназначенные для ведения боевых действий.
В зависимости от классификации ББМ делятся на категории по величине массы, типу двигателя, предназначению, уровню броневой защиты, типу бортового вооружения и тому подобному.
В узком смысле под боевыми бронированными машинами подразумеваются бронированные сухопутные боевые машины БТВТ, но исключая так называемые боевые танки и САУ.

## Виды
К боевым бронированным машинам могут относить:
- Броневые поезда
- Броневые дрезины
- Боевые машины пехоты
- Боевые машины десанта
- Боевые разведывательные машины
- Бронеавтомобили
- Бронетранспортёры
- Танки
- Танкетки